# Alopochen
Alopochen és un gènere d'ocells de la família dels anàtids. Només conté una espècie viva, l'oca egípcia, a la qual cal afegir-ne almenys dues extintes en època històrica.

## Llistat d'espècies
Segons la classificació del Congrés Ornitològic Internacional (versió 13.2, 2023) aquest gènere està format per tres espècies
- Oca d'Egipte (Alopochen aegyptiacus).
- Oca de la Reunió (Alopochen kervazoi), extinta cap a l'any 1690.
- Oca de l'illa de Maurici (Alopochen mauritianus), extinta cap a l'any 1690

Val a dir que també s'hauria de considerar:
- Oca de Madagascar (Alopochen sirabensis), extinta en època prehistòrica, podria ser una subespècies d'Alopochen mauritianus.